# Sorcery (jeu vidéo, 1984)
Sorcery est un jeu vidéo d'action-aventure développé et édité par Virgin Games, sorti en 1984 sur Commodore 64 et ZX Spectrum. Il a été adapté sur Amstrad CPC, MSX et Thomson MO5, MO6, TO7 et TO9.
Une version étendue du jeu, Sorcery + (Sorcery Plus), est sortie en 1986 sur Amstrad CPC, puis déclinée sur Amiga et Atari ST en 1988. Sorcery est généralement considéré comme un jeu marquant de l'ère 8-bit.

## Système de jeu
Le joueur incarne un magicien dont le but est de retrouver et de délivrer 8 collègues qui ont été capturés par un nécromancien. L'environnement, représenté de profil, se compose d'une quarantaine de tableaux interconnectés par des portes (un lieu peut donner accès jusqu'à quatre autres lieux), ce qui le rend complexe à explorer. Pour mener à bien sa quête, il doit découvrir l'utilité des nombreux objets trouvés en chemin et se débarrasser des ennemis qui le menacent. Le joueur n'a que quelques minutes pour accomplir la mission, qui exige réflexes, sens de l'orientation, mémoire, et sens tactique.
Le magicien, très maniable, se déplace en volant. Il est sensible à la pesanteur (dès que le joueur n'indique plus de direction, il perd de l'altitude) et se noie dès qu'il touche un point d'eau (certains passages sont assez délicats). Sous la fenêtre de jeu sont affichés le nom du lieu traversé, l'objet actuellement en possession, le pourcentage d'énergie restant et le score de jeu. Le temps de jeu restant est symbolisé par un grimoire qui s'efface au fur et à mesure (ou une bougie qui se consume).
La gestion des objets est le nerf du système de jeu. Le personnage ne peut porter qu'un seul objet à la fois, armes comprises, et il ne peut pas abandonner un objet sans l'échanger contre un autre (sauf cas particulier). Cela implique de nombreux allers et retours que le joueur doit apprendre à optimiser pour perdre le moins de temps possible. Les objets sont très variés (fleur de lys, bouclier, coupe de vin, parchemin, potion, clé de porte, couronne, calice doré, etc.) et leur utilité doit être découverte par l'expérimentation. Certains sont nécessaires pour entrer dans un nouveau lieu (il y a souvent un indice à proximité de la porte), d'autres ouvrent des portes et des trappes intermédiaires, d'autres enfin permettent d'ouvrir les cages qui emprisonnent les sorciers (celles-ci sont disséminées ici ou là).
Jusqu'à trois ennemis rodent dans chaque tableau. Il en existe de différents sortes : certains marchent (sorcier maléfique), d'autres volent (œil-créature, citrouille, tête de sanglier), voire peuvent traverser les murs (fantômes verts). Leur comportement est très basique : dès que le personnage pénètre dans le tableau, ils le poursuivent inlassablement et entament sa jauge de vie proportionnellement à la durée de contact. Cette opposition « bête et méchante » requiert de bons réflexes (les créatures sont rapides) mais elle appelle aussi à faire un usage éclairé des armes à disposition (en éliminant les créatures les plus dangereuses en priorité). Il existe plusieurs attaques : fléau d'armes, hache, épée, sort, etc. Le sort est la seule attaque qui peut être déclenché à distance (une explosion qui éclate dans quatre directions) et la seule à être efficace contre tous types d'ennemis.
Sorcery est un jeu qui se laisse découvrir par tous les bouts. À chaque partie, le magicien démarre son périple dans un lieu différent. Cela permet de découvrir autrement les environnements labyrinthiques (dont il est conseillé d'esquisser la carte). Les décors, variés et joliment représentés, nourrissent l'imaginaire : forêt, manoir, terre abandonnée, château, donjon, village, chute d'eau, palais, etc. Ils recèlent aussi leur mystère : salle secrète qui restaure la santé, salles piégées (il faut porter un objet pour pouvoir en ressortir). Certains lieux contiennent des chaudrons qui, c'est selon, régénère l'énergie du personnage ou lui en enlève. Leur rôle est aussi redéfini aléatoirement après chaque mort.

### Les versions

Logo de Sorcery +

Le contenu du jeu varie selon les plates-formes. Les premières versions sur Commodore 64 et ZX Spectrum (1984) sont les moins fournies : elles ne proposent qu'une quinzaine de tableaux et la mission se limite à délivrer trois sorciers. La version MSX (1986) propose quant à elle 50 lieux.
Sorcery + ajoute une seconde quête à la mission principale comprenant 28 nouveaux lieux.

## Développement
- Concept et jeu original : Martin Wheller
- Adaptation Amiga : Alex Martin, David George, Simon Moon, Steve Clark, Tony Smith (Blood Money)

Le jeu a été porté sur ordinateur Thomson par Infogrames (1986).

## Accueil
Sorcery a généralement été bien accueilli par la presse et les joueurs. Il a reçu le Tilt d'or du meilleur jeu d'action/aventure de l'année 1985 (prix partagé avec Cauldron de Palace Software). C'est aussi le premier jeu à avoir obtenu la note maximale sur les 4 critères qui composent les tests de Amstrad Computer User. Sorcery + a été plus apprécié encore, car plus complet que la version originale. Les versions Amiga et Atari ST, sorties deux années plus tard, sont surtout une mise à jour graphique et certains testeurs ne lui ont parfois pas pardonné sa jouabilité vieillissante.
- Sorcery : Amstrad Computer User 5/5 • Tilt 5/5
- Sorcery + : ACE 553/1000 • C+VG 37/40 • Génération 4 72% • CU Amiga 84% • ZZap! 14%